# Sylvia nana
Sylvia nana (Hemprich & Ehrenberg, 1833) è un uccello passeriforme della famiglia Sylviidae.